# Bloc d'alimentation
Pour les articles homonymes, voir Alimentation (homonymie) et Alim.
Le bloc d’alimentation (power supply unit en anglais, souvent abrégé PSU), ou simplement l’alimentation ou alim, d'un PC est le matériel informatique l'alimentant. L’alimentation est chargée de convertir la tension électrique du secteur en différentes tensions continues TBT, compatibles avec les circuits électroniques de l’ordinateur.

## Fonctionnement en technologie
L’alimentation fournit du courant électrique à l’ensemble des composants de l’ordinateur. Le bloc d’alimentation doit posséder une puissance suffisante pour alimenter les différents périphériques de ce dernier.
Elle convertit la tension alternative de 120 V ou 230 V en diverses tensions continues utilisées par la carte mère et les périphériques (disque dur, lecteur CD…).
Aux États-Unis et au Canada, les blocs d’alimentation reçoivent une tension à 120 V et à 60 Hz, tandis qu’en Europe la norme est de 230 V à une fréquence de 50 Hz ; c’est la raison pour laquelle les blocs d’alimentation possèdent la plupart du temps un commutateur permettant de choisir le type de tension reçue.
En général, le bloc d'alimentation est un convertisseur de type alimentation à découpage, alliant légèreté, rendement important et compacité. En revanche, ce type d'alimentation génère beaucoup de parasites haute fréquence, et nécessite d'être intégré dans un boîtier métallique (ou métallisé) formant ainsi une cage de Faraday et protégeant les composants sensibles de la carte mère alimentée. Les filtres sur les alimentations de la carte mère doivent aussi être performants afin de fournir une tension précise et constante, quelle que soit la consommation de courant des périphériques connectés.

## Tensions et connectique
Les premières cartes mères IBM, dont le facteur de forme était de type AT, avaient pour alimentation un connecteur rectangulaire permettant d'amener le +5 V et +/-12 V à la carte mère, le « P8 », plus une broche de retour permettant à la carte mère d'indiquer au boîtier d'alimentation que la tension est correcte, et rapidement un second connecteur amenant plus d'énergie en 5 V et amenant également le -5 V. Pour éviter les chutes de tensions lorsqu'un composant prend trop d'énergie, plusieurs arrivées en 12 V et 5 V permettent une indépendance entre ces sources et donc de limiter à la fois les chutes de tensions et leurs conséquences.
Pour des raisons historiques, le facteur de forme AT des cartes mères Intel s'est popularisé jusqu'à devenir un standard, et ces deux connecteurs ont été désignés comme « alimentation AT », souvent mis bout-à bout. Rapidement, l'évolution des technologies a requis l'introduction du +/-3,3 V, et donc des broches supplémentaires. Dans les faits, un nouveau standard de carte mère a été créé l'ATX (X pour « eXtended », « étendu »), avec un nouveau connecteur associé : le connecteur ATX, qui utilise deux rangées de 10 broches, rapidement étendu à 24 broches, et épaulé par un connecteur 4 broches pour le Pentium IV, le connecteur dénommé « P4 ».
Pour les périphériques internes (lecteur disquette, Disque dur, CD-Rom, etc.), un connecteur développé par Molex permet l'alimentation en +12 V et +5 V. Enfin, pour des raisons de compacité, une version mini du connecteur Molex a été développée, puis plus récemment le connecteur « SATA », qui remplit les mêmes objectifs.
De nos jours, la norme ATX est devenue le standard d'alimentation des Cartes mères ATX et micro-ATX, qui représentent l'écrasante majorité des PC vendus dans le monde. Cette norme ATX comprend :
- Le connecteur ATX principal 2 × 12 broches ;
- Le connecteur déporté 2 × 2 broches « P4 » ;
- Une ou plusieurs interfaces d'alimentation de périphériques (Molex / Mini-Molex ou SATA).

Il est à noter que les alimentations ATX ont un connecteur CEE et ont un interrupteur de mise hors tension pour permettre les opérations de maintenance, protéger manuellement l'alimentation de la foudre en cas d'orage, et souvent de forcer le redémarrage de l'ordinateur (hard reset). Le connecteur d'alimentation 110/220 V est international et de type « CEI60320 C14 ».
Par ailleurs, les câbles d'alimentation ont un code couleur :
- Jaune : +12 V
- Rouge : +5 V
- Orange : +3,3 V
- Blanc : -5 V
- Bleu : -12 V
- Gris/Vert/Brun : câbles de contrôle (respectivement : Alimentation OK, ordinateur démarré, 3,3 V de référence).

### Connexion des périphériques
Les deux types d'alimentation comportent des sorties pour alimenter les périphériques. Trois types de connecteurs sont utilisés :

Schéma connecteur Molex, cosses femelles vus de face.
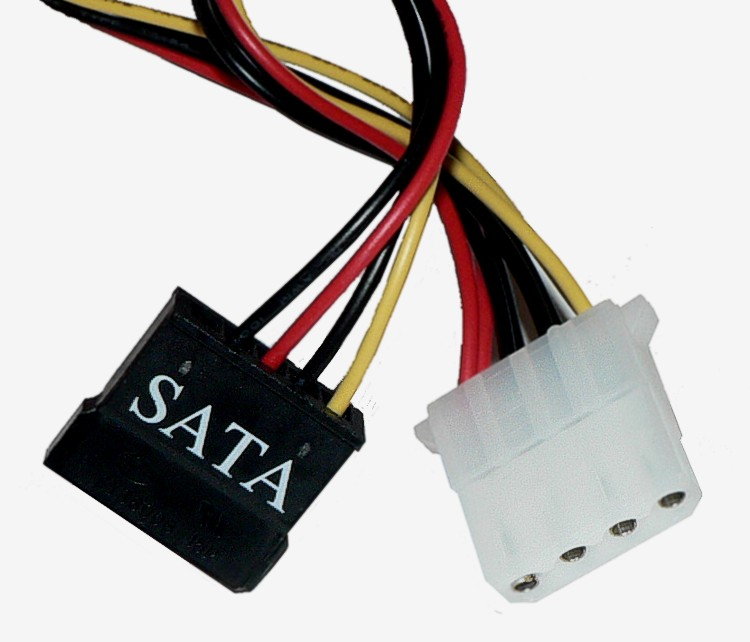
Connecteurs d'alimentation SATA (en noir) et Molex (en blanc).
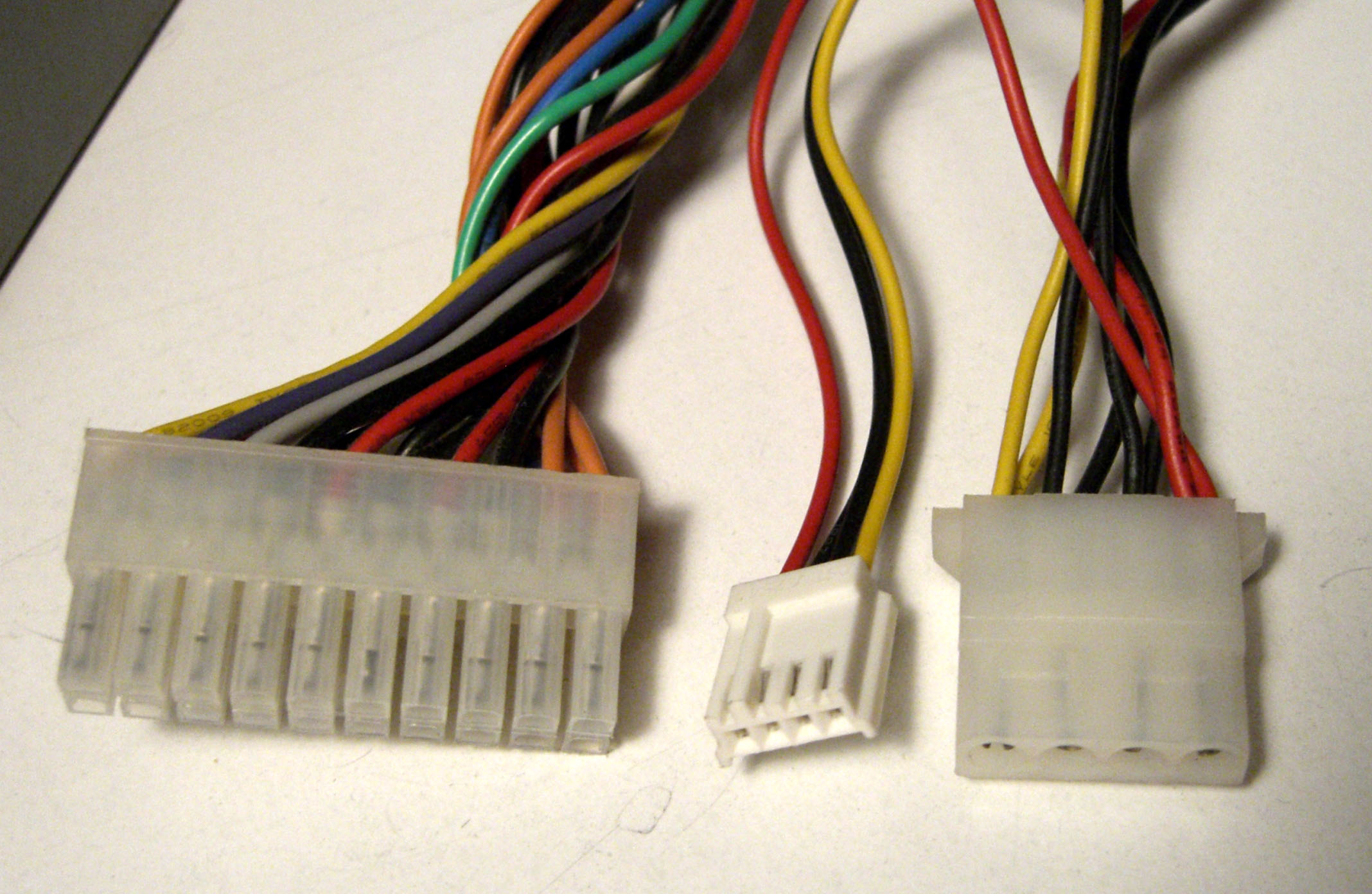
Connecteur ATX, mini Molex et Molex

## Spécifications des différents formats

### Alimentation AT
C’est un format d’alimentation à découpage utilisé dans les ordinateurs PC de type Pentium et antérieurs.
Ce type d’alimentation fournit des tensions de sorties continues de +5 V, −5 V, +12 V et −12 V. Dans ces alimentations, l’interrupteur de mise en service est directement branché sur le réseau électrique.

Schéma de connexion alimentation AT

Son brochage est le suivant :
| Broche P8 | Description           | Broche P9 | Description |
| --------- | --------------------- | --------- | ----------- |
| 1         | Alimentation correcte | 1         | Masse       |
| 2         | +5 V                  | 2         | Masse       |
| 3         | +12 V                 | 3         | −5 V        |
| 4         | −12 V                 | 4         | +5 V        |
| 5         | Masse                 | 5         | +5 V        |
| 6         | Masse                 | 6         | +5 V        |

### Alimentation ATX

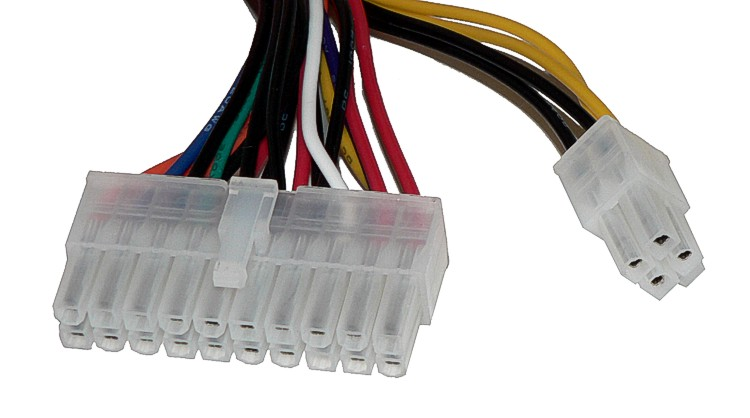

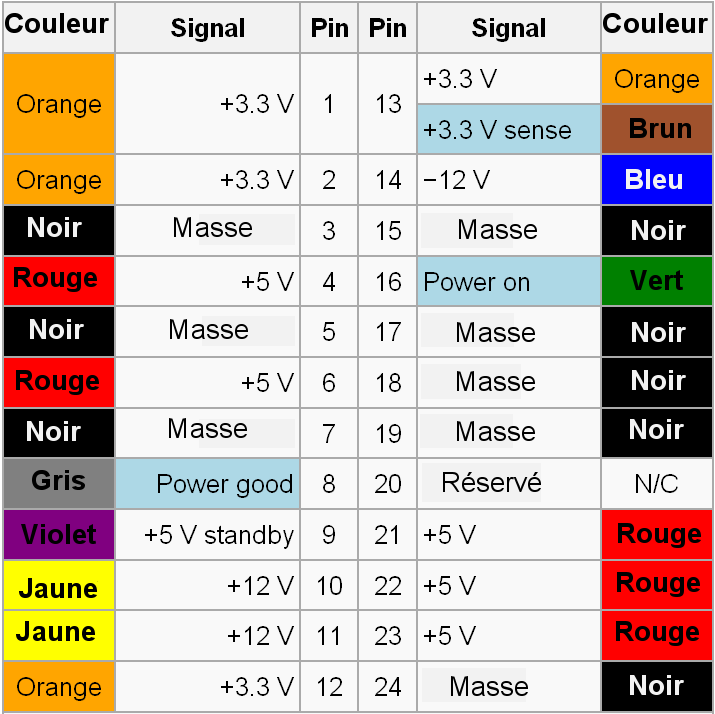
Fonction des connecteurs d'alimentation ATX 24 broches

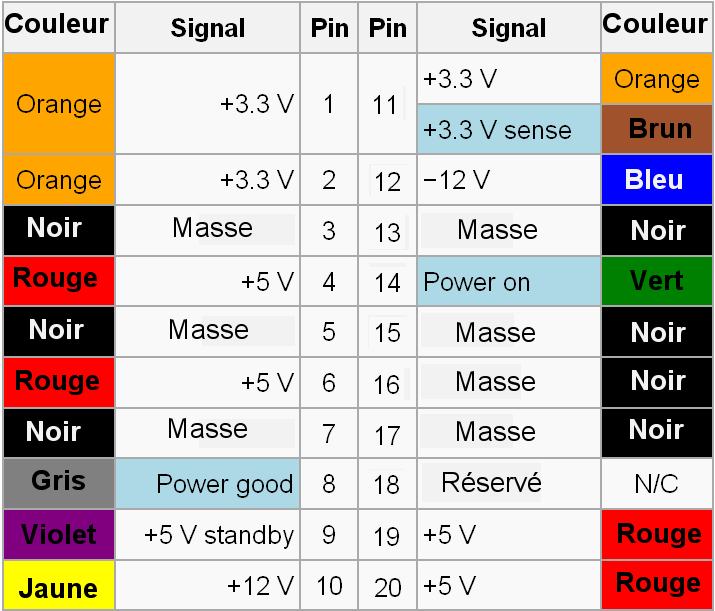
Fonction des connecteurs d'alimentation ATX 20 broches

C’est le format d’alimentation à découpage utilisé dans les ordinateurs PC de type Pentium II et postérieurs. L'alimentation fournit les tensions de sorties suivantes : +5 V, −5 V, +12 V, −12 V et +3,3 V. Dans ces alimentations, l’interrupteur de mise en service est connecté sur la carte mère, le réseau électrique est connecté en permanence, avec parfois un interrupteur de sécurité pour la maintenance. La tension +5 VSB (stand-by) est la seule qui soit livrée en permanence par l'alimentation quel que soit l'état de la ligne PS-ON.
Mécaniquement l'ATX n'impose que la largeur (150 mm) et la hauteur (86 mm), la profondeur est libre.
Pour le connecteur d'alimentation de la carte mère, il existe deux formats. Celui à 20 broches et celui à 24 broches identique au précédent, mais auquel on a ajouté 4 broches. Ce sont la broche 11 (+12 V jaune), 12 (+3,3 V orange), 23 (+5 V rouge) et 24 (Masse noir).
Certaines alimentations ont des fils qui ne respectent pas le code de couleurs indiqué sur le schéma ci-contre.
Certaines alimentations utilisent la broche « réservée (NC) » pour fournir du -5 volts.
La broche 8 correspond au Signal Power Good.
Une alimentation seule, branchée sur le secteur (120 à 230 V), mais non connectée ne s'allumera pas, seule la broche 9 (+5 V standby violet) fournira du 5 volts. Pour que l'alimentation se mette en service, il faut court-circuiter la broche "Power on (vert)" ou "PS_ON#" avec une masse (noir). Pour cela on peut brancher directement un fil conducteur entre cette broche et une des deux broches voisines qui est une masse (0 V). Souvent, cela ne suffit pas, il faut en plus avoir branché un appareil pour que l'alimentation fournisse du courant, par exemple avoir branché un disque dur sur un des connecteurs à 4 broches.
Les connecteurs à 4 broches fournissent du +5 V par le fil rouge et de +12 V par le fil jaune. Les deux fils noirs correspondent à la masse. Le +5 V sert à l'électronique et le +12 V au fonctionnement du moteur du disque dur, du lecteur DVD, etc.
Lorsqu'une alimentation ne fonctionne pas, mais est branchée sur le secteur, elle produit la tension de standby et consomme environ 2 watts. Donc un ordinateur éteint, mais connecté au secteur consomme en permanence ces 2 watts. Cela représente 17,5 kWh par an, soit un peu plus de 2 € pour 2011 en France par ordinateur. Lorsque l'alimentation est en service et en fonction de son rendement, une partie de sa consommation est perdue en chaleur (évacuée par ventilateur).

### Alimentation ATX12VO

Connecteur ATX12VO

Intel devrait annoncer en 2020, le lancement de la norme ATX12VO (12 V Only) avec un connecteur de 10 broches seulement et comme l'indique le nom seulement de 12 V. La carte mère se chargera de toutes les conversions de tension de 12 V vers des tensions inférieures. Pour les kits alimentés par SATA, tels que les SSD, les disques durs et les disques optiques, qui nécessitent une entrée de 5 V, l'alimentation sera assurée par la carte mère, qui disposera d'un connecteur d'alimentation SATA monté sur le côté, près des ports de données SATA. Le résultat final est une amélioration de l'efficacité globale de la plate-forme, tout en réduisant le coût net.

### Autres formats
Il existe d’autres formats moins courants :
- BTX, développé par Intel et Sony pour remplacer l’ATX, standard depuis de nombreuses années; le principal objectif du BTX est une ventilation optimale du processeur. Quelques défauts importants ont néanmoins freiné son expansion, et en 2007 il est abandonné bien que décliné dans d’autres formats : le microBTX (26,4 cm × 26,6 cm) et le picoBTX (20,3 cm × 26,6 cm) ;
- Baby AT, boîtier similaire au format AT, mais moins encombrant ;
- NLX, format de boîtier et de carte mère ; il présente la particularité de séparer la carte mère en deux éléments distincts, l’un d’eux recevant le processeur, la mémoire et les autres composants essentiels de la carte, l’autre accueillant les cartes d’extensions.
- SFX, il se destine au mini-boîtiers, c'est un format totalement encadré, largeur de 125 mm, hauteur de 63,5 mm et profondeur de 100 mm.
- TFX, un autre format réduit au standard ATX aux dimensions 146 mm × 83 mm × 64 mm (5.75 in × 3.25 in × 2.5 in)

## Contraintes techniques

### Le rendement
Le rendement d’une alimentation est très important. Il s’agit du rapport entre la puissance délivrée aux composants et la puissance tirée de la prise électrique. Elle doit transformer le courant électrique alternatif du secteur en courant électrique continu que les composants du PC peuvent utiliser. Lors de cette transformation il y a une déperdition d’énergie sous forme de chaleur (c’est bien pour cela qu’il faut refroidir l’alimentation). Il est par conséquent important de choisir une alimentation à fort rendement, pour avoir une consommation électrique, un dégagement de chaleur moindre impliquant un besoin de ventilation plus faible et moins bruyant.
En prenant pour comparaison des alimentations avec un rendement de 72 % (rendement préconisé par Intel et sa norme ATX) et de 80 % (rendement préconisé par le groupement américain 80 plus), « ramené à la France pour 2006, année pendant laquelle se sont vendus 7 850 000 PC, le gain économique équivaut à plus de 53 millions d’euros en facture d’électricité pour un gain de 667 250 000 kWh ».

### La puissance
Les dernières générations de matériels aptes à faire tourner les jeux les plus exigeants sont gourmands en énergie ; les évolutions possibles de configuration laissent penser qu'il vaut mieux prendre une alimentation très puissante, même si ce n'est pas immédiatement nécessaire (qui peut le plus peut le moins).
En fait, le rendement assez mauvais en dessous des 20 % de charge font que ce raisonnement n'est pas bon, et qu'il faut choisir une alimentation de puissance raisonnable, pour optimiser le rendement aussi bien en charge qu'au repos (usage bureautique ou web). Nous verrons plus bas les valeurs recommandées, basées sur des tests en conditions réelles.
Certains constructeurs annoncent des puissances de 1 000 W voire 1 500 W pour des systèmes possédant 2 voire 4 cartes graphiques (quad-SLI), sans égards pour la consommation réelle des cartes graphiques. Cette course à la puissance est un objectif de vente qui ne correspond pas au besoin de la majorité des utilisateurs.
Il existe des logiciels de calcul de puissance nécessaire pour sa configuration, qui annoncent par exemple 500 W pour le PC, mais l’étude du site matbe.com montre que ces résultats sont un peu sur-estimés et conclut que « une alimentation de 400-450 watts suffit amplement pour la très grande majorité des besoins des consommateurs et [on pourrait] même dire qu’un bloc de 350 watts sera également suffisant ». Ce point de vue est également partagé par le site Hardware.fr dans son dossier du 11 mai 2007 : une puissance de 250 watts est suffisante pour une configuration milieu de gamme, et 350 watts suffisent pour une configuration haut de gamme.
En février 2010, le site Xbitlabs a publié des mesures de puissance consommée par un PC équipé d'un Core i7 920 sur carte mère Asus P6T deluxe, de 6 Go de DDR3, et de différentes cartes graphiques de milieu de gamme (HD 4850, HD 5770, GTS 250) ; la consommation maximale sous Furmark est aux environs de 300 W, seule la configuration avec la GTS 250 atteint 350 W.
En juillet 2010, le magazine Canard PC Hardware N°5 a publié une étude sur la consommation réelle de trois types de PC, et a montré qu'un PC d'entrée de gamme (Core i3 530 + HD 5670) consomme 56 W au repos, sur le bureau de Windows, et 160 W en charge (jeux 3D) ; un PC de milieu de gamme (Core i5 661 + HD 5770) consomme 80 W au repos, et 222 W en charge ; un PC haut de gamme (Core i7 960 + GTX 480) consomme environ 140 W au repos, et presque 500 W en charge.
Il a aussi montré qu'à cause du rendement des alimentations, qui chute nettement en dessous de 20 % de charge, la puissance optimale de l'alimentation se situe environ à 60 % du maximum de consommation du PC, permettant d'avoir environ 20 % de charge quand le PC est au repos, car il faut garder à l'esprit qu'un PC passe le plus clair de son temps en situation de faible charge.
Par exemple, pour un PC consommant 300 W en charge, une alimentation de 500 W donnera le meilleur rendement sur toute la plage de consommation du PC.
Les blocs industriels de marques connues indiquent clairement la puissance réelle fournie, toujours en watts. La puissance absorbée sur le réseau 230 V se déduit en fonction du rendement annoncé.

### Remarques
Bien qu'ayant un rôle primordial, cela n'empêche pas les acheteurs d'encore trop souvent négliger sa qualité à l’achat d’un PC, une alimentation de mauvaise qualité pouvant pourtant engendrer de sérieux problèmes difficiles à diagnostiquer, notamment des blocages ou des réinitialisations intempestives de la machine. Cela est souvent dû à une mauvaise qualité de découpage et de redressement du signal électrique en sortie du bloc, et/ou bien à des composants sous-dimensionnés.
La norme ATX prévoit une coupure de l'alimentation si sur l'une des lignes (3,3 V ; 5 V ; 12 V), une variation de plus de 5 % est produite. Sur la ligne 12 V, la norme ATX prévoit 11,40 V minimum et 12,60 V maximum. Pour un disque dur ou un microprocesseur par exemple, une telle différence peut se montrer très importante.
Les alimentations sans marque ou de marques bas de gamme, affichent souvent des valeurs comme 480 W, ou 550 W. Cependant cette valeur est très optimiste, pour deux raisons essentielles : 
- c'est généralement la somme des puissances maximales sur chaque ligne, la puissance fournie simultanément sur le +12 V, +5 V et +3,3 V étant souvent bien inférieure, et indiquée en plus petit ;
- cela correspond généralement à une valeur de crête[14], que l'alimentation ne peut tenir que quelques secondes. Au-delà, elle se met en sécurité ou bien est détruite, selon la qualité du bloc.

Les marques sérieuses donnent souvent les vraies valeurs, moins attrayantes, mais tiennent leurs promesses. Une alimentation de bonne marque de 380 ou 400 W, sera assurément plus fiable pour le matériel, fournira de meilleures tensions, et chauffera sans doute moins qu'une sans marque de 480 ou 550 W.
Pour faire démarrer un bloc d'alimentation, non connecté à une carte mère, il suffit de raccorder (selon le cas) :
| Nombre de broches     | Raccordement           | couleurs             |
| --------------------- | ---------------------- | -------------------- |
| connecteur 20 broches | broche 14 et broche 15 | fil vert et fil noir |
| connecteur 24 broches | broche 16 et broche 17 | fil vert et fil noir |

Parfois, cela ne suffit pas, car aucun courant n'est tiré de l'alimentation. Pour démarrer le bloc d'alimentation, il faut également avoir branché un appareil, tel qu'un disque dur, sur une prise à 4 broches.